# Lullaby of Birdland
A Lullaby of Birdland egy 1952-ben született népszerű dal, George Shearing melódiájával és B. Y. Forster szövegével. A dallal megkerülték az ASCAP és a BMI együttműködési szabályát.
A cím Charlie "Bird" Parkerre és a Birdland nevű jazz klubra utal.
Előadta Ella Fitzgeraldtól kezdve Sarah Vaughanig sok mindenki. Dzsessz-sztenderddé vált.

## Híres felvételek
- Lionel Hampton
- Chris Connor
- Mel Tormé
- Erroll Garner
- Quincy Jones
- Chaka Khan
- Aoi Teshima
- Joni James
- Wild Bill Davis
- Anita Kerr Singers
- Chet Atkins
- Ralph Marterie
- McGuire Sisters
- Floyd Cramer
- Frank Chacksfield
- Hugo Montenegro
- Ray Conniff
- Nikki Yanofsky...